# Elduvík

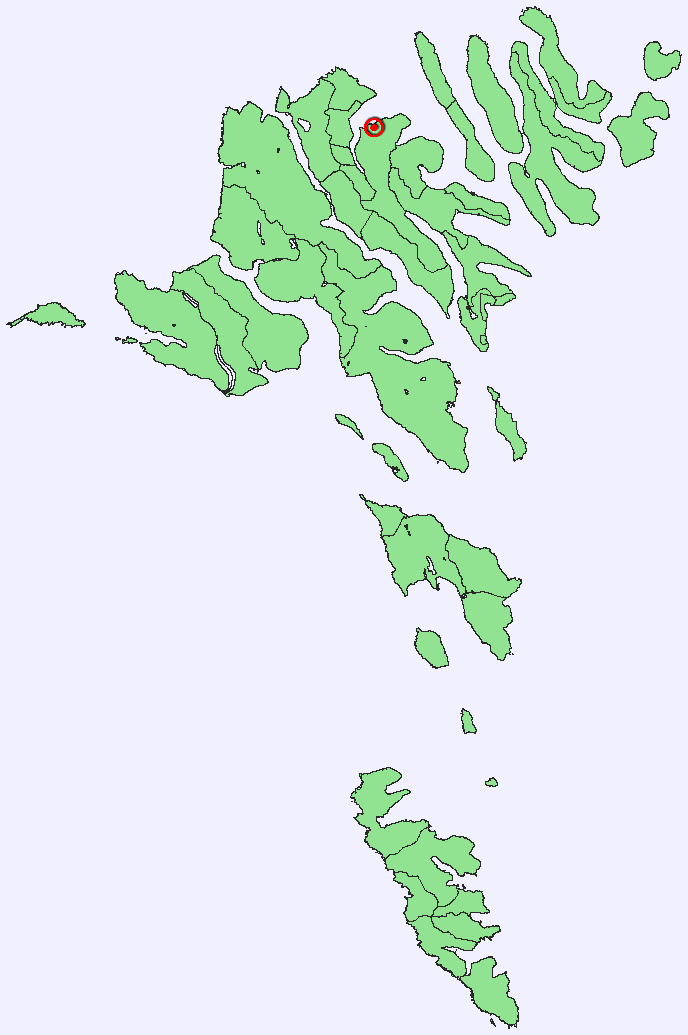
Lage von Elduvík auf den Färöern

Elduvík [ˈɛldʊvʊik] (dänisch Eldevig) ist ein Ort der Färöer im Norden Eysturoys in Dänemark.
- Einwohner: 13 (1. Januar 2013)
- Postleitzahl: FO-478
- Kommune: Runavíkar kommuna

Zur ehemaligen Kommune Elduvík gehörte zusätzlich der Ort Funningsfjørður. Insgesamt hatte die Kommune 91 Einwohner (2002). Seit dem 1. Januar 2005 ist sie mit der Kommune von Runavík verschmolzen.
Der malerische Ort Elduvík im Nordosten Eysturoys wird durch den Bach Stórá, an dem sich noch mehrere ältere Häuser im traditionellen Baustil mit Grasdach befinden, sichtbar zweigeteilt. Von hier aus hat man einen guten Ausblick auf die benachbarte Insel Kalsoy.

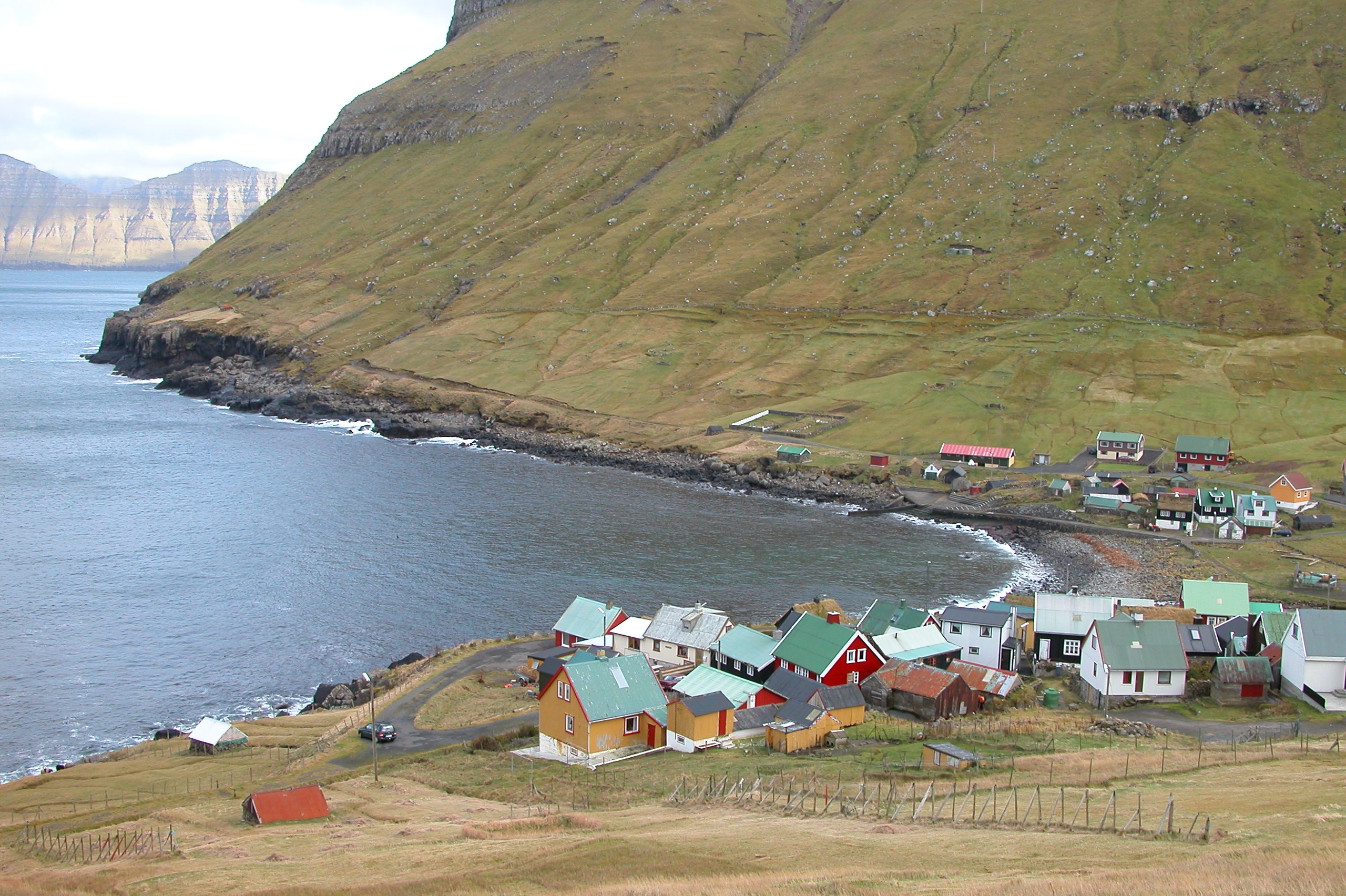
Bucht Elduvík
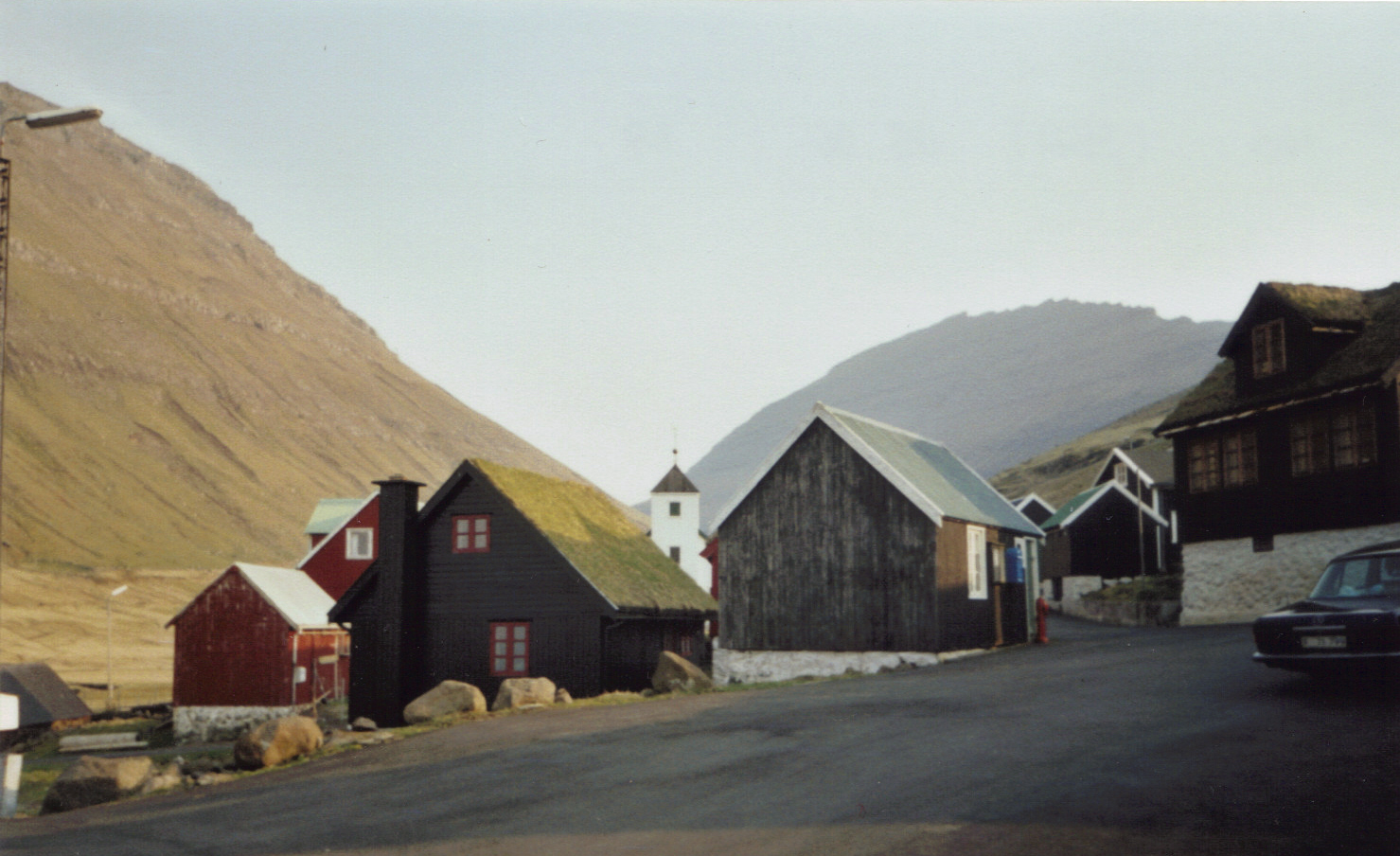
Ortsmitte mit Kirche
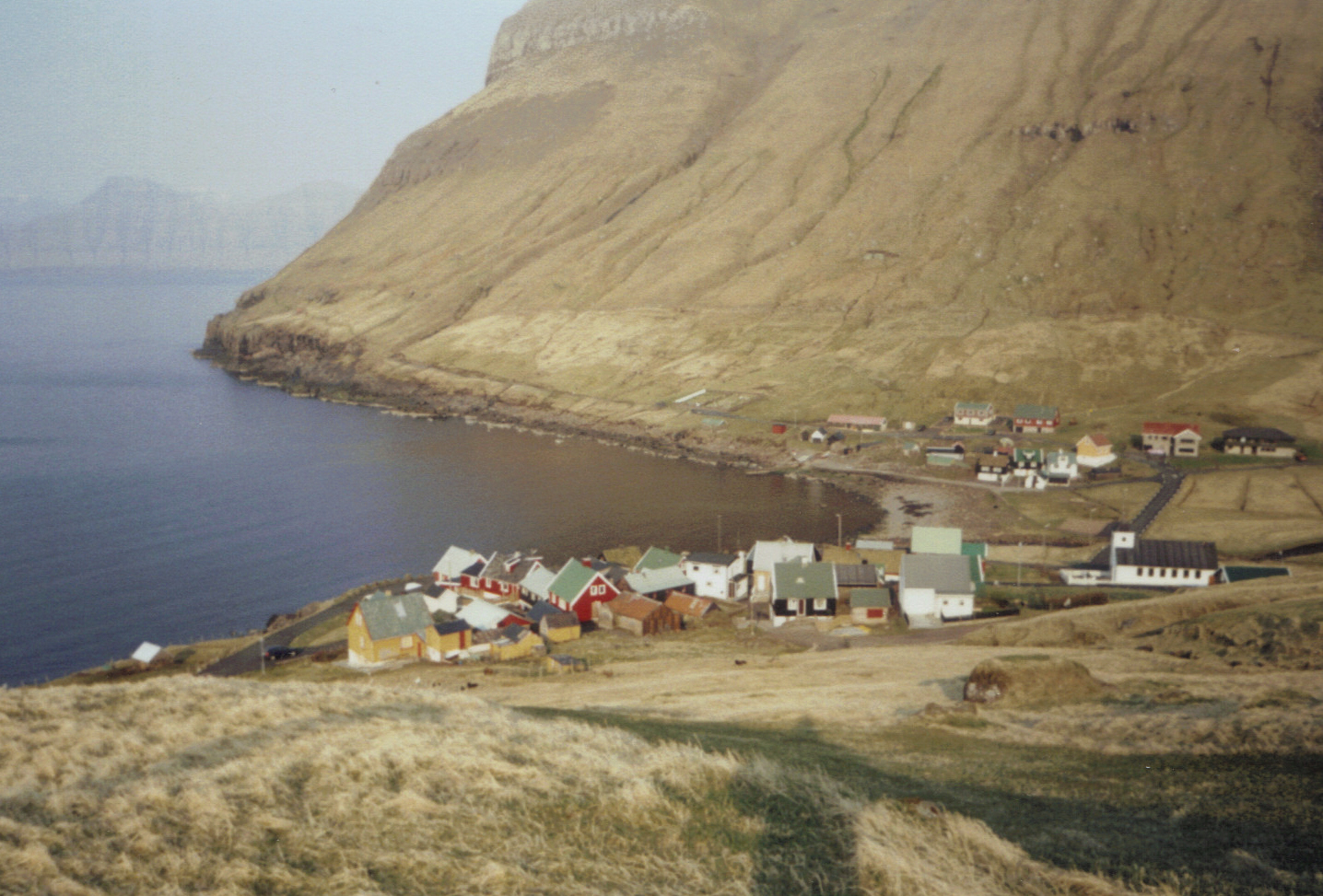
Gesamtansicht